# 瑛莉子
瑛莉子（えりこ）は日本の歌手。東京都出身。2011年、スタジオジブリの劇場長編アニメ作品で使用された曲の中国語カバーCD「華流ジブリ」で活動を始める。

## 来歴
東京都出身。2歳から7歳までの間、アメリカ（ニューヨーク州）で生活。
帰国後、小学校から高校まで日本の学校で学び、高校1年生、15歳の夏から1年間、アメリカ（サウスダコタ州）に留学。
2000年、中国上海市の復旦大学中国語学部に入学。入学後は、学部のカリキュラムで2002年から2004年までの2年間、アメリカ・ニューヨーク州コロンビア大学ALPに通う。帰国後、卒業半年前に休学し、韓国に語学留学をする。
帰国後、大学を卒業。その後、上海の日系大手商社に就職。1年後に退職。
2008年の夏に日本に帰国。通訳、翻訳、留学カウンセリングや外国人相談窓口などを経て、2011年、ジブリ中国語カバーCD「華流ジブリ」でアーティスト活動を開始。

## ディスコグラフィ
・「華流ジブリ」（2011年1月26日、スロウボールレコーズ）